# Peter Townsend (socjolog)
Peter Brereton Townsend (ur. 11 stycznia 1928 w Middlesbrough, zm. 1 stycznia 2012 w Dursley) – brytyjski socjolog.

## Życiorys
Jego matka była piosenkarką w operetce w  Middlesbrough, ojciec komiwojażerem. Niedługo po porzuceniu rodziny przez ojca, wraz z matką i babką przenieśli się do Londynu. Peter Townsend uzyskał stypendium w istniejącej od 1870 roku szkole średniej - University College school przy University College London. Następnie studiował antropologię w St John's College w Cambridge. Po zakończeniu wojny wyjechał do Berlina, gdzie podjął studia socjologiczne na dopiero co powołanym Wolnym Uniwersytecie. Po studiach podjął pracę w Institute for Community Studies na Bethnal Green we wschodnim Londynie, następnie w London School of Economics. Publikując od lat 50. stał się znanym w Wielkiej Brytanii badaczem ubóstwa. W 1963 roku został poproszony przez Alberta Slomana o utworzenie wydziału socjologii na nowo powołanym Uniwersytecie Essex w Colchester, gdzie spędził ponad 18 lat. W 1982 roku opuścił Essex obejmując stanowisko profesora na Uniwersytecie Bristolskim, gdzie pracował do przejścia na emeryturę. W 1998 roku został profesorem emerytowanym na LSE. Do końca życia, mimo postępującej choroby płuc kontynuował badania naukowe i działał społecznie w ramach powołanej przez siebie w połowie lat 60. organizacji badawczo–lobbingowej Child Poverty Action Group.

## Wybrane prace
- Townsend, Peter: The family life of old people : an inquiry in East London. Londyn: Routledge, 1957. OCLC 1192891612. Brak numerów stron w książce
- Townsend, Peter: The last refuge: a survey of residential institutions and homes for the aged in England and Wales. Londyn: Routledge, 1964. OCLC 974163103. Brak numerów stron w książce
- Townsend, Peter, Abel-Smith, Brian: The poor and the poorest : a new analysis of the Ministry of Labour's family expenditure surveys of 1953-54 and 1960. Londyn: G. Bell and Sons, 1965. OCLC 222872653. Brak numerów stron w książce
- Townsend, Peter: Poverty in the United Kingdom : a survey of household resources and standards of living. Berkeley: University of California Press, 1979. ISBN 978-0-520-03871-4. Brak numerów stron w książce
- Townsend, Peter: Why are the many poor?. Londyn: Fabian Society, 1984. ISBN 0-7163-0500-3. Brak numerów stron w książce
- Townsend, Peter: The Poor are Poorer, A Statistical Report on Changes in the Living Standards of Rich & Poor in the UK 1979-1989.. Bristol: SMU, Dept Social Policy & Soc Planning, Univ. of Bristol, 1991. ISBN 0-86292-382-4. Brak numerów stron w książce

## Wyróżnienia
- Członek Akademii Brytyjskiej (2004)